# Bootssargbestattung
Die Bootssargbestattung (chinesisch 船棺葬, Pinyin chuánguānzàng, englisch boat-coffin burial) war ein alter Begräbnisbrauch der Ba-Shu-Kultur. 1954 wurden in der Provinz Sichuan in Guangyuan 广元 und im Kreis Ba 巴县 (der heutige Stadtbezirk Banan 巴南区 von Chongqing) zum ersten Mal Bootssärge entdeckt. Es waren die Gräber des Volkes der Ba (Bā 巴) von der Zeit der Streitenden Reiche bis zum Anfang der Han-Dynastie. Sie haben die Form eines Einbaums, sind ca. 5 m lang und haben einen Durchmesser von über einem Meter. Jeder Sarg ist aus einem einzigen Stamm großer Nanmu (Phoebe nanmu; 楠木,  nánmù) hergestellt. Die Grabbeigaben bestehen hauptsächlich aus Bronzewaren und Töpfereierzeugnissen. 
Die Stätte der alten Bootssärge aus dem Staat Shu in Chengdu (Chengdu gu Shu chuanguan hezangmu 成都古蜀船棺合葬墓) in der Shangye-Straße (Shangye jie) aus der Zeit der Östlichen Zhou-Dynastie steht seit 2001 auf der Liste der Denkmäler der Volksrepublik China (5-176).